# Alamghir ibn Abu Bakr
Alamghir ibn Abu Bakr (1396-?), també anomenat Ilengher, fou un príncep timúrida fill d'Abu Bakr i net de Miran Xah.
A la mort del seu pare el 1408 o 1409, tenia uns 12 o 13 anys i va quedar sota protecció de Xah Rukh que el 1415 (amb 19 anys) el va nomenar governador de Rayy en substitució del difunt príncep Adigel ibn Miran Xah (que era el seu oncle). El 1416 estava temporalment a Herat quan va arribar allí el príncep Amirak Ahmad, fill d'Umar Xaikh, després de la seva revolta a Andijan, Uzkend i Kaixgar, havent estat perdonat per Xah Rukh. Amirak tenia uns 29 anys i Alamghir 20 anys i aviat es van ajuntar i es passaven el dia bebent vi; van arribar idear un pla per aspirar a la sobirania, però el pla va arribar a orelles de l'emperador. Xah Rukh els tenia afecte i va decidir no executarlos: a Amirak el va enviar a l'exili a la Meca; al príncep Baykara, també revoltat recentment, el va enviar a l'exili a l'Índia (al lloc que elegís); i a Alamghir el va embarcar a la mar per anar allà on la fortuna el portés. A tots se’ls van assignar servidors fidels i es va eliminar el perill sense fer córrer la sang La seva sort posterior es desconeguda.